# Vodacom Challenge
A Vodacom Challenge egy szezon előtti labdarúgó torna a Vodacom szponzorálásával és a Dél-afrikai óriások, az Orlando Pirates és a Kaizer Chiefs, valamint 2006-tól kezdve egy meghívott európai klub részvételével. 2006-ot megelőzően a versengés a két Sowetoi óriás és két meghívott afrikai klub részvételével zajlott.
A Tottenham Hotspur volt az első nem afrikai csapat, amely 2007-ben megnyerte a rendezvényt.

## Győztesek
- 2007 Tottenham Hotspur
- 2006 Kaizer Chiefs
- 2005 Orlando Pirates
- 2004 AS Vita Club
- 2003 Kaizer Chiefs
- 2002 FC St. Eloi Lupopo
- 2001 Kaizer Chiefs
- 2000 Kaizer Chiefs
- 1999 Orlando Pirates

## Meghívott afrikai klubok

### 2005
- AS Vita Club
- Green Buffaloes

### 2004
- AS Vita Club
- TP Mazembe

### 2003
- TP Mazembe
- FC St. Eloi Lupopo

### 2002
- Asante Kotoko
- FC St. Eloi Lupopo

### 2001
- Asante Kotoko
- Hearts of Oak

### 2000
- Africa Sports
- Power Dynamos

### 1999
- ASEC Mimosas
- Esperance de Tunis

## Meghívott európai klubok

### 2007
- Tottenham Hotspur

Időpontok & Eredmények
| 2007. július 21. 15:15 | Kaizer Chiefs | 1 – 2   | Tottenham Hotspur      | ABSA Stadium, Durban |
| 2007. július 21. 15:15 | Bartlett 50'  | (0 – 1) | 39' Keane 60' Berbatov | ABSA Stadium, Durban |

| 2007. július 24. 20:35 | Orlando Pirates         | 1 – 2   | Tottenham Hotspur      | Newlands Stadium, Fokváros |
| 2007. július 24. 20:35 | Kamwendo 85' (11-esből) | (0 – 1) | 12' Bent 83' Routledge | Newlands Stadium, Fokváros |

| 2007. július 26. 20:35 | Orlando Pirates | 1 – 0   | Kaizer Chiefs | EP Rugby Stadium, Fokváros |
| 2007. július 26. 20:35 | Chenene 57'     | (0 – 0) |               | EP Rugby Stadium, Fokváros |

| 2007. július 28. 20:35 | Orlando Pirates | 0 – 3   | Tottenham Hotspur         | Loftus Versfeld, Gauteng |
| 2007. július 28. 20:35 |                 | (0 – 3) | 11' 22' Bent 18' Berbatov | Loftus Versfeld, Gauteng |

### 2006
- Manchester United

## Külső hivatkozások
- Vodacom Challenge hivatalos honlap
- Vodacom hivatalos honlap
- Premier Soccer League
- Dél-afrikai Labdarúgó Szövetség
- Confederation of African Football